# لي شابمان (لاعب كرة قدم)
لي شابمان (بالإنجليزية: Lee Chapman)‏ (5 ديسمبر 1959 في المملكة المتحدة - ) هو صاحب مطعم ولاعب كرة قدم بريطاني في مركز الهجوم. شارك مع منتخب إنجلترا تحت 21 سنة لكرة القدم ومنتخب إنجلترا لكرة القدم الرديف. أما مع النوادي، فقد لعب مع إيبسويتش تاون وستوك سيتي وسوانزي سيتي وشيفيلد وينزداي وليدز يونايتد ونادي أرسنال ونادي إيفرتون ونادي بليموث أرجايل ونادي بورتسموث ونادي ساوثيند يونايتد ونادي سترومسغودست ونادي سندرلاند ونادي نيور ونوتينغهام فورست ووست هام يونايتد.

## وصلات خارجية
- لي شابمان على موقع قاعدة بيانات كرة القدم.إي يو (الإنجليزية)
- لي شابمان على موقع Soccerbase.com (لاعب) (الإنجليزية)
- لي شابمان على موقع عالم كرة القدم.نت (الإنجليزية)